# Plans del Girbau

Els Plans del Girbau, respecte del terme de Granera

Els plans del Girbau és un conjunt de plans escalonats del terme municipal de Granera, al Moianès.
Són a la zona nord-occidental del terme, a l'oest i al sud de la masia del Girbau de Baix i del Girbau de Baix. És a la dreta del torrent del Girbau.